# Asiatischer Paradiesschnäpper
Der Asiatische Paradiesschnäpper (Terpsiphone paradisi) ist ein mittelgroßer Sperlingsvogel aus der Familie der Monarchen, der in großen Teilen Asiens weit verbreitet ist. Da die Population stabil zu sein scheint, stuft die IUCN die Art seit 2004 als nicht gefährdet ein.
Carl von Linné beschrieb 1758 als erster die Art in der 10. Auflage seines Werkes Systema Naturae und nannte sie Corvus paradisi.

## Aussehen
Asiatische Paradiesschnäpper sind 19–22 cm groß. Ihr Kopf ist glänzend schwarz mit einer Haube, der blaue Schnabel rund und kräftig mit schwarzer Spitze. Ihre Iris ist dunkelbraun bis schwarz. Sie haben kurze, feingliedrige Beine und kleine Füße. Ihre Flügel werden 86–92 mm lang.

In der Färbung des Gefieders sind die Geschlechter dimorph. Weibliche Paradiesschnäpper haben rückwärtig rötlich-braunes Gefieder, eine hellgraue Kehle und einen hellen Bauch. Männliche Paradiesschnäpper ändern sich im Laufe der ersten drei Lebensjahre. Als Jungvögel sehen sie den Weibchen sehr ähnlich, haben jedoch eine schwarze Kehle und blau umrandete Augen. Im 2. Lebensjahr entwickeln sie bis zu 24 cm lange Schwanzfedern. Ab dem 3. Lebensjahr wird ihr Gefieder weiß, und die mittleren beiden von 12 Schwanzfedern werden bis zu 30 cm lang.

In Borneo und wahrscheinlich auch in Sumba mausern sich die meisten männlichen Jungvögel direkt zum weißen Gefieder.

## Verbreitung und Lebensraum

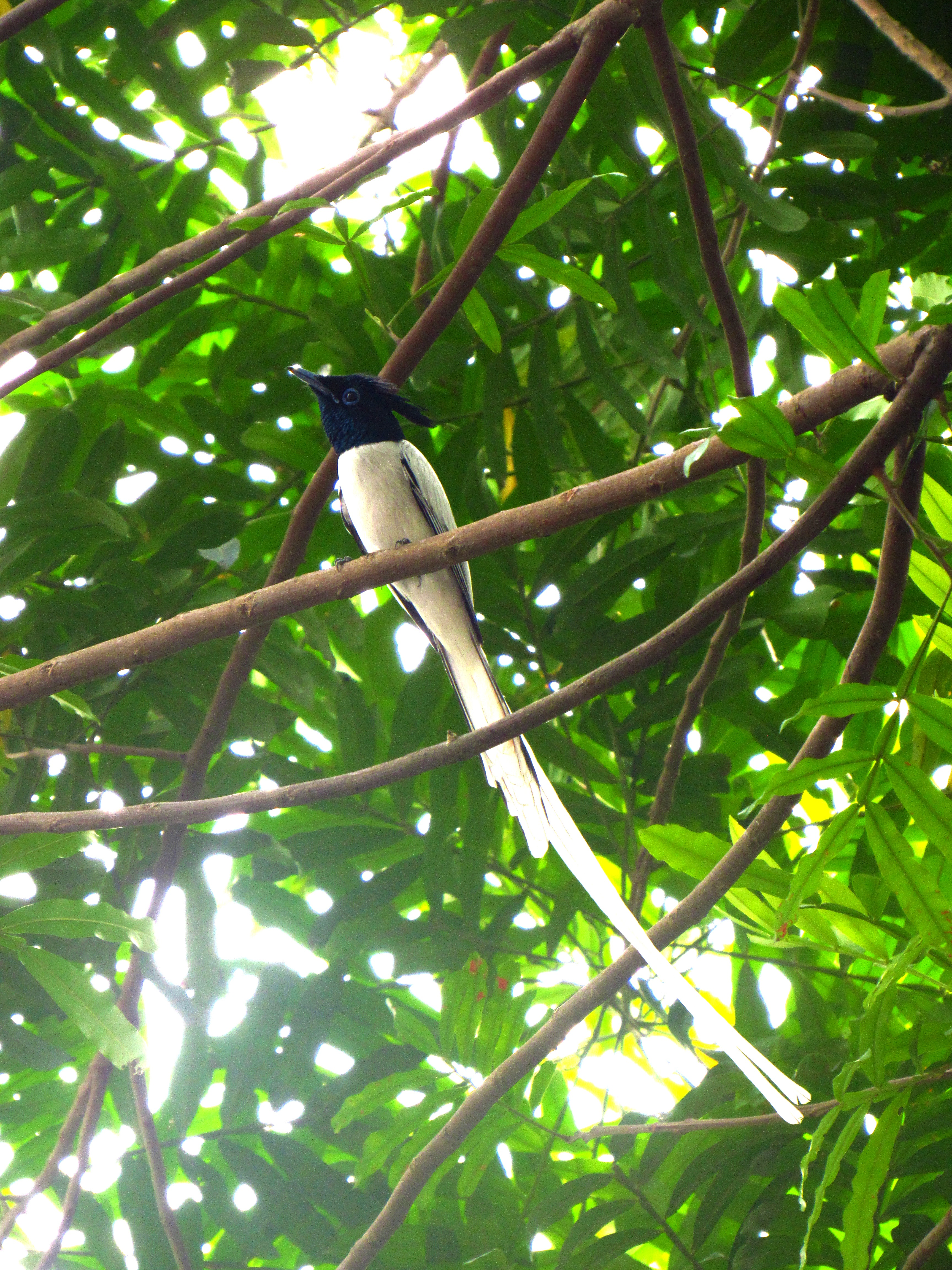
Männlicher Asiatischer Paradiesschnäpper der Unterart T. p. leucogaster in Sri Lanka

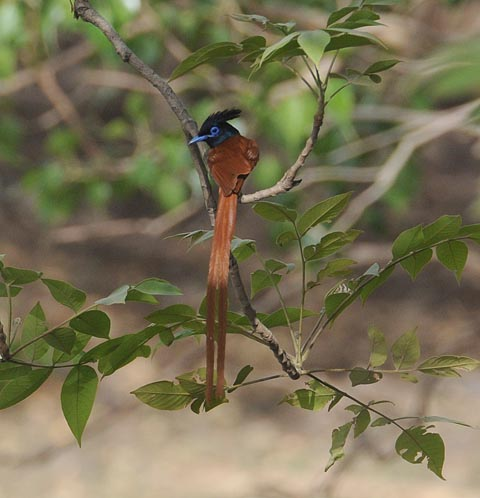
Männlicher Asiatischer Paradiesschnäpper im Ranthambhore-Nationalpark, Rajasthan

Asiatische Paradiesschnäpper bewohnen dicht bewaldete Gebiete von Turkestan bis in die Mandschurei, Indien, Sri Lanka, im nördlichen und östlichen China und im Süden bis zum Malaiischen Archipel auf den Inseln Sumba und Alor. In Korea und auf den Malediven sind sie nicht sesshaft und in Singapur regional ausgestorben.
Sie sind Zugvögel und verbringen die kalte Jahreszeit in den Tropen Asiens. Es gibt residente Populationen im Süden Indiens und in Sri Lanka, sodass im Winter dort sowohl die besuchenden Zugvögel als auch die lokal brütenden Unterarten vorkommen.

### Unterarten und ihre Verbreitung
Nach Linnés Erstbeschreibung sind Asiatische Paradiesschnäpper in Indien beheimatet. Später haben Naturforscher sie auch in anderen Teilen Asiens beobachtet und mehrere Unterarten beschrieben, die sich vorwiegend im Gefieder der männlichen Vögel von der nominalen Unterart unterscheiden. Heute erkennen Ornithologen die folgenden 14 Unterarten an:
- Terpsiphone paradisi paradisi (Linnaeus, 1758) brütet im zentralen und südlichen Indien, in Bangladesch und im Südwesten von Myanmar; die in Sri Lanka überwinternden Populationen brüten dort nicht.[8]
- Terpsiphone paradisi leucogaster (Swainson, 1838) brütet im westlichen Tian Shan, in Afghanistan, im Norden von Pakistan, im nordwestlichen und zentralen Indien, in Nepals westlicher und zentraler Region; die im Osten von Pakistan und im Süden Indiens vorkommenden Populationen brüten dort nicht.[8]
- Terpsiphone paradisi affinis (Blyth, 1846) lebt in Malaysia und Sumatra.
- Terpsiphone paradisi incei (Gould, 1852) brütet im östlichen, nordöstlichen und zentralen China, in der Region Primorje im Fernen Osten Russlands und im Norden Koreas; die im Südosten Asiens vorkommenden Populationen brüten dort nicht.
- Terpsiphone paradisi insularis (Salvadori, 1887) lebt auf der Insel Nias nordwestlich von Sumatra.
- Terpsiphone paradisi nicobarica (Oates, 1890) lebt auf den Nikobaren.
- Terpsiphone paradisi sumbaensis (Meyer, 1894) lebt auf der Kleinen Sundainsel Sumba.
- Terpsiphone paradisi floris (Büttikofer, 1894) lebt auf den Kleinen Sundainseln Sumbawa, Flores, Lomblen und Alor.
- Terpsiphone paradisi procera (Richmond, 1903) lebt auf der Insel Simeuluë nordwestlich von Sumatra.
- Terpsiphone paradisi ceylonensis (Zarudny & Härms, 1912) kommt in Sri Lanka vor.
- Terpsiphone paradisi borneensis (Hartert, 1916) lebt in Borneo.
- Terpsiphone paradisi saturatior (Salomonsen, 1933) brütet im Osten Nepals und nordöstlichen Indien, im Osten Bangladeschs und im Norden Myanmars; die in Malaysia lebende Population brütet dort nicht.[8]
- Terpsiphone paradisi burmae (Salomonsen, 1933) lebt in der zentralen Region Myanmars.
- Terpsiphone paradisi indochinensis (Salomonsen, 1933) lebt im Osten Myanmars, in Yunnan im Süden Chinas und zieht durch Thailand und Indochina nach Malaysia, Sumatra und die benachbarten Inseln.[9]

## Lebensweise

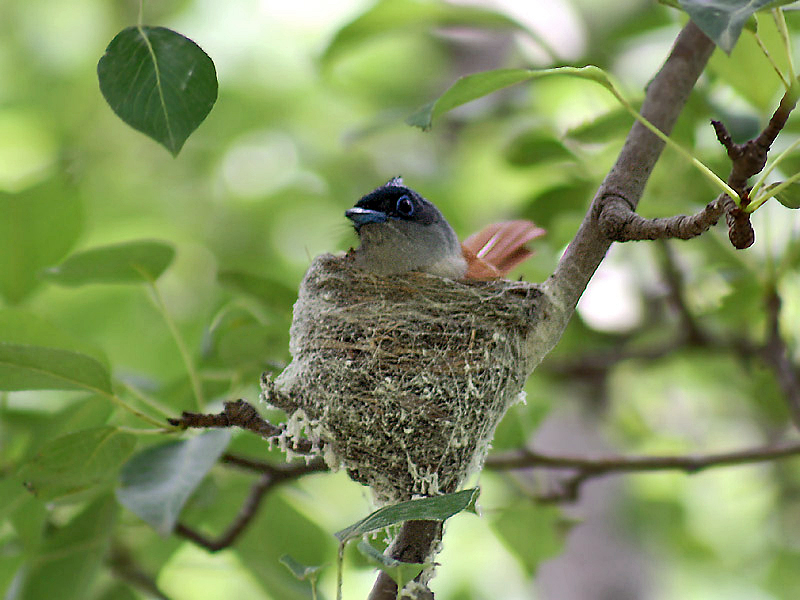
Weiblicher Asiatischer Paradiesschnäpper brütet in Himachal Pradesh …

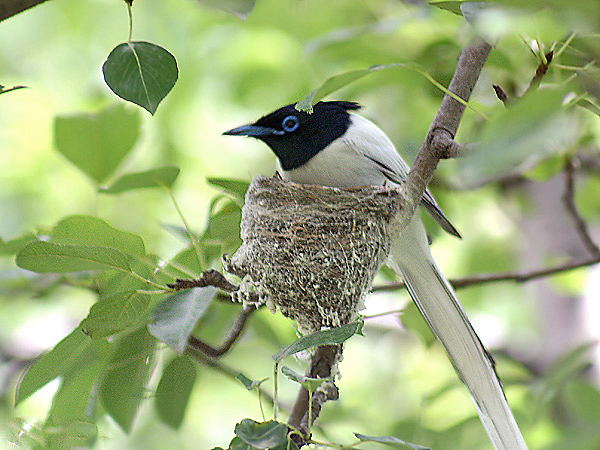
… abwechselnd mit ihrem Partner.

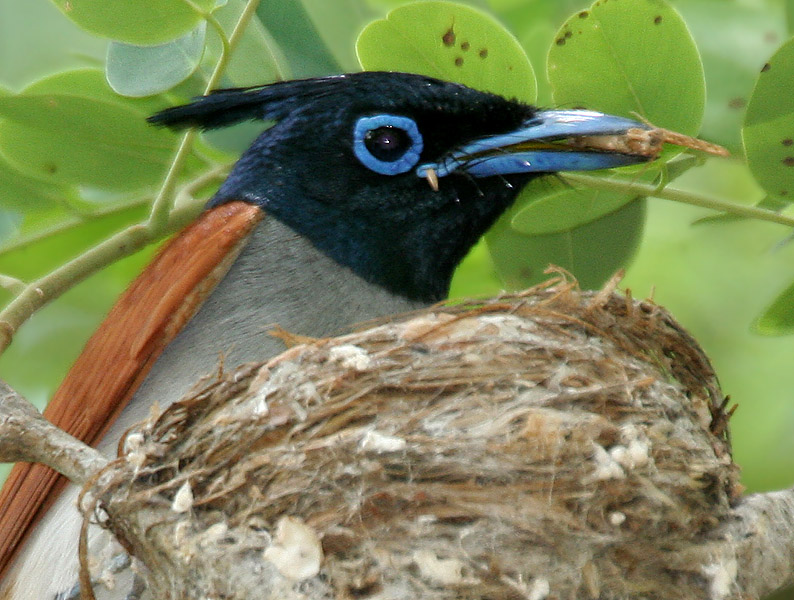
Männlicher Jungvogel versorgt seine Brut mit Insekten.

Asiatische Paradiesschnäpper ernähren sich von Insekten und jagen ihre Beute meistens im Flug in 1–2 m Höhe über dem Boden. Im Laub suchen sie nur sehr selten nach Insekten.

Bei trockenem Wetter baden sie gerne und stürzen sich mehrmals am Tag in kleine Wasserstellen oder flache Bachläufe, auch um zu trinken. Anschließend lassen sie sich auf einem Ast nieder und putzen sich.
Die Brutsaison der monogamen Insektenjäger beginnt in Thailand schon Anfang März und dauert bis Mitte Juli. Die ersten Vorboten der ziehenden Populationen treffen Ende März im Terai Nepals ein. Die männlichen Altvögel fallen als erste auf, wenn sie mit ihren langen weißen Schleiern den Mücken unermüdlich hinterherjagen, die zu dieser Jahreszeit beginnen sich zu vermehren. Die Brutsaison beginnt hier etwas später, gegen Mitte April, und dauert bis in den August.
Schon bald beginnen sie mit der Suche nach einem geeigneten Nistplatz in Wäldchen und Hainen. Sie inspizieren hohe Sträucher und niedrige Bäume, die genügend Schatten und Versteck bieten, um ihre Nachzucht auch vor Nesträubern zu schützen. Einmal gefunden verteidigen sie ihren bevorzugten Nistplatz energisch gegenüber anderen Brutpaaren in der unmittelbaren Nachbarschaft. Am liebsten bauen sie ihre fragilen Nester 2–3 m hoch über dem Boden, gut getarnt zwischen Astgabeln aufgehängt.
Etwa eine Woche brauchen sie, um ihre kegelförmigen Nester aus feinen Wurzeln, Moos, trockenem Gras und kleinen Blättern zu bauen, die sie mit Spinnweben zusammenhalten und innen mit Fasern weich auspolstern. Die Weibchen legen 3–4 blassrosafarbene Eier – nicht mehr als ein Ei pro Tag – die beide Eltern abwechselnd etwa 2 Wochen lang ausbrüten. Sind die Jungen geschlüpft, versorgen die Eltern sie 13–14 Tage lang im Nest. Wenn sie flügge werden, schwirren sie unermüdlich um das Nest herum und stimmen mit lauten Rufen und Singen ein Gezeter an, bis die Küken sich trauen, aus dem Nest zu springen. Sie werden dann noch ein paar Tage lang im dichten Gebüsch gefüttert.
Ornithologen haben im Khao Pra-Bang Khram Wildreservat im Süden Thailands beobachtet, dass ältere Paare – weibliche mit langschwänzigen männlichen Paradiesschnäppern – wesentlich früher anfangen zu brüten als junge Paare – weibliche mit kurzschwänzigen Paradiesschnäppern. Die Gelege von älteren Brutpaaren sind im Durchschnitt größer, und ihre Küken etwas schwerer als die von jungen Brutpaaren.
Sobald sich Mitte September die Monsunwolken aus dem Terai Nepals und Indiens zurückziehen, ziehen auch die Paradiesschnäpper mit ihren Jungen zurück gen Süden in ihre Winterquartiere.